# Si-liao-che
Si-liao-che (mongolsky Шиляо гол, čínsky pchin-jinem Xīliáo Hé, znaky 西辽河) je řeka na severovýchodě ČLR (Vnitřní Mongolsko). Je přibližně 1200 km dlouhá od pramenů Lao-cha-che, přičemž na vlastní Si-liao-che připadá 449 km. Povodí má rozlohu 136 000 km².

## Průběh toku
Vzniká soutokem Lao-cha-che, která přitéká z jihozápadu a Si-la Mu-lun Che (Шар мөрөн) ze západu. Pokračuje na východ přes Vnitřní Mongolsko a ze severu přijímá svůj největší přítok Sin-kchaj-che. Poté se spojuje s Tung-liao-che a vytváří Liao-che, jejíž je západní zdrojnicí.

## Vodní režim
Zdroj vody je převážně dešťový. Nejvyšších vodních stavů dosahuje od července do srpna. Zamrzá v prosinci a rozmrzá v dubnu.

## Využití
Vodní doprava je možná pod městem Šua-liao.